# Ludolph Hendrik van Oyen
Ludolph Hendrik van Oyen, nizozemski general, * 1889, † 1953.